# Arkadi Vainshtéin
Arkady Vainshtein (en ruso: Аркáдий Иóсифович Вайнштéйн; nacido el 24 de febrero de 1942) es un profesor emérito ruso y estadounidense de física teórica que recibió el premio Pomeranchuk (2005) y el premio Sakurai (1999) de física teórica. 

## Biografía
Vainshtein nació el 24 de febrero de 1942 en Novokuznetsk, Rusia. Obtuvo su doctorado. del Instituto Budker de Física Nuclear en Novosibirsk, Rusia y maestría de la Universidad de Novosibirsk  donde se convirtió en profesor. Fue director del Instituto de Física Teórica William I Fine de la Universidad de Minnesota, donde actualmente ocupa la cátedra Gloria Becker Lubkin  y también ocupa el cargo de profesor desde 1990. En 1997 se convirtió en miembro de la APS  y dos años más tarde recibió el Premio Sakurai. En 2004 comenzó a trabajar para el Instituto Kavli de Física Teórica en Santa Bárbara, California, y un año más tarde recibió el Premio Pomeranchuk del Instituto de Física Teórica y Experimental de Moscú.  El profesor Vainshtein recibió el premio Julius Wess 2014 del Centro KIT de Física de Partículas y Astropartículas Elementales (KCETA)  y la Medalla Dirac 2016 del ICTP. 